# Гвемар III
Гвемар III (около 983 — около 1027) — князь Салерно в 994—1027 годах, сын Иоанна II и его соправитель (с 989 года). Годы его правления в различных источниках указаны неоднозначно: с 994—999 года по 1027—1031 годы. Порядковый номер также неоднозначен: иногда его называют Гвемар IV (если принимать во внимание возможного сына и соправителя Гвемара II).

## Биография
Во время своего правления умело лавировал между Западной и Восточной империями. В 1009—1011 годах тайно поддерживал лангобардское восстание в византийской Апулии, возглавляемое Мелусом. После поражения Мелуса Гвемар III встретился с катапаном (византийским наместником) и подтвердил лояльность Константинополю. Позже дал убежище Мелусу в своих владениях. После поражения второго восстания лангобардов (1017—1018) принёс вассальную присягу Византии, забыв о своих обязательствах к Западной империи.
Во время похода императора Генриха II против капуанского князя Пандульфа IV Гвемару III, женатому на сестре последнего, удалось сохранить нейтралитет. После смерти Генриха II в своём послании к новому императору Конраду II заявил о своей лояльности уже Западной империи и просил освободить из заключения свергнутого Пандульфа IV. Когда освобождённый Пандульф IV, прибыв в Италию, вновь занял Капую, а затем напал на Неаполь, Гвемар III исподволь поддерживал своего шурина, одновременно внешне соблюдая лояльность западному императору.
С именем Гвемара III связана одна из легенд о первом появлении норманнов в Южной Италии. В 999 году группа норманнских паломников, возвращавшихся из Иерусалима, высадилась в Салерно. В это же время Салерно атаковали арабские пираты, и норманны отбили сарацинское нападение. После этого Гвемар III, вдохновлённый боевым духом норманнов, пригласил их переселиться в Италию. Другая легенда, альтернативная салернской, связывает первое прибытие норманнов с паломничеством на гору Гаргано в 1016 году и случайной встречей со скрывавшимся там Мелусом.
Семья Гвемара III:
- первая жена Порпора (умерла около 1010 года). Единственный сын Иоанн (III), соправитель отца, умер в 1018 году.
- вторая жена Гаительгрима, сестра Пандульфа IV. Трое сыновей: Гвемар IV, герцог Сорренто Ги и граф Карпаччо Пандульф.

Гвемар III умер в 1027 году, его наследником стал Гвемар IV.